# راشی

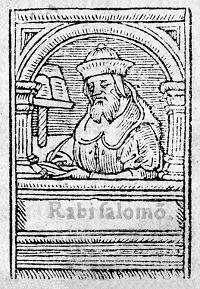

ربی شلومو اسحاق(عبری:רבי שלמה יצחקי) که با سرنام راشی(عبری: רש"י) شناخته می‌شود؛ نویسنده یهودی مشهور قرن یازدهم است که بیشتر به دلیل شرح و تفسیرش بر تلمود و تنخ شهرت یافته است. او در تروا فرانسه زاده شده بود؛ در نوجوانی برای تحصیل علوم دینی به یشیوا یا دانشکده ورمز رفت و از آنجا به دانشکده مایانز شتافت. در سال ۱۶۰۷، راشی یشیوا خاص خود را بنیان نهاد. تفسیر راشی بر تلمود در آخرین سالهای زندگیش پایان یافت؛ این تفسیر تقریباً تمام تلمود بابلی را پوشش می‌دهد.